# HD 71952
HD 71952，又名BD+53 1259，SAO 26896、HR 3351，是一颗恒星，视星等为6.24，位于銀經165.3，銀緯36.36，其B1900.0坐标为赤經8h 25m 3.3s，赤緯+53° 36.36′ 13″。